# سبک‌شناسی: تاریخ تطور نثر فارسی
سبک‌شناسی یا تاریخ تَطَوُّر نثر فارسی نام مجموعه کتابی است که محمدتقی بهار، شاعر، نویسنده و روزنامه‌نگار معاصر، آن را در سه جلد تدوین کرد. او در این کتاب به سیر تاریخ تطوّر زبان فارسی از عصر باستان پرداخته‌است.
این کتاب ابتدا برای تدریس در دانشکدهٔ ادبیات، دوره دکتری تدوین شده بود؛ به همین دلیل، تمام استادان و نویسندگان زبان و ادبیات فارسی، کتاب سبک‌شناسی را یکی از آثار مرجع زبان و ادبیات فارسی می‌دانند.